# Фрунтешть
Фрунтешть, Фрунтешті (рум. Fruntești) — село у повіті Бакеу в Румунії. Входить до складу комуни Філіпень.
Село розташоване на відстані 245 км на північ від Бухареста, 23 км на схід від Бакеу, 78 км на південь від Ясс, 134 км на північний захід від Галаца.

## Населення
За даними перепису населення 2002 року у селі проживали 422 особи, з них 421 особа (99,8%) румунів. Рідною мовою 421 особа (99,8%) назвала румунську.